# GICODE
GICODE（ジーアイコード）は、日本で活動する音楽グループ。
グループ名は「E.D.O.」（イーディーオー）と「C.I.G.」（シーアイジー）をくっつけてひっくり返したもの。SORA3000率いる「E.D.O.」チームと、SPHERE of INFLUENCE 率いる「C.I.G.」チームからなる。SORA3000とSPHERE of INFLUENCEは同じ小学校・中学校（セント・メリーズ・インターナショナル・スクール）に通っていた友人である。2人が六本木のClub Nutsでマイクを持っていたことから始まり、この2人だけでもGICODE。
メンバーは流動的で、ラッパー、DJ、グラフライター、デザイナーなど。
出身地「城南」（=品川区・港区・大田区）をこよなく愛す。
2009年、5年の沈黙を経て復活、2月25日に復活第1弾シングル「HOME SWEET HOME with AI & JAMOSA」をリリース。
SPHERE(2009年、表記をSPHERE of INFLUENCEから変更) & SORATO(2009年、表記をSORASANZENから変更)「新生GICODE」として、海外のクラブシーンでも支持を得ている盟友DJ HOKUTOと共に活動している。
2009年12月22日、渋谷duo-music exchange-にて主催イベントを初開催。

## E.D.O.

### E.D.O.プロフィール
E.D.O.の意味は、Exclusive Domestic Outcast から2005年 Earth Dirty Outcast に変更

クラブイベント「蛍 =HOTARU=」を第五金曜日に開催。

### E.D.O.メンバー
- SORASANZEN（ソラサンゼン）= Mr.13、Mr.brown = RIZEのJESSE
- Shen（シェン） － Def Techのメンバー
- Sonshi-MC（ソンシ・エムシー） － cubex（キューベックス）のメンバー
- DJ GUTCH SCIENCE（ディージェイ・グッチサイエンス） － cubex（キューベックス）のメンバー
- SHENLONG（シェンロン） － 2005年から参加
- Lafa Taylor（ラファ・テイラー） － 2005年に初来日。以来、E.D.O.のサブメンバーとして参加。
- RAS（ラス） － グラフィックデザイナー JESSEのブランド"S&co"のデザインも手がける
- 8Z（パズ） a.k.a. Pazzu － グラファー フライヤーやCDジャケットのデザインを手がける
- AI（アイ） － 「JONAN音頭」で1曲参加。ライブにまれに参加。不定期参加。

### 過去のE.D.O.メンバー
- Micro（マイクロ） － Def Techのメンバー。2005年春頃脱退。
- DJ CUB（ディージェイ・カブ） a.k.a. DJ SASHIMI － 2006年4月脱退（引退）
- SYZA（シザ） － 2007年4月脱退。

### E.D.O.ディスコグラフィー

#### シングル
- Black List (2005年12月3日) －　カプコンのゲームソフト「ビートダウン」とタイアップ
- You Don't Know (2007年6月27日) －　クアーズのZIMAとCMタイアップ
- カミヒコウキ meets Char (2008年5月14日)
- TAKE YOU THERE (2022年6月21日) － 配信限定シングル

#### アルバム
- REVOLVERS (2007年12月12日)

## C.I.G.

### C.I.G.メンバー
- SPHERE of INFLUENCE（スフィア・オブ・インフルエンス）－ZEEBRAの弟
- DJ MAROC（ディージェイ・マーロック）
- JAMOSA（ジャモーサ）

### 過去のC.I.G.メンバー
- L-VOKAL（エル・ボーカル）
- MEGA-G

## ディスコグラフィー

### アルバム
1. 「E・D・O・C・I・G」（2003年11月19日 発売）[通常盤+初回限定盤]オリコン59位
  1. INTRO[0:35]
  2. G・I・C・O・D・E[3:36]
  3. TO THE TOP[3:34]
  4. PRIVATE PARTY[4:20]
  5. WAAH WHO[1:05]
  6. JONAN音頭[4:15]
  7. WORLD FAMOUS[3:46]
  8. STEP ON UP[3:58]
  9. TAIM'AOUT[1:01]
  10. HOOD 37(EPISODE 1)[3:57]
  11. 時限爆弾[2:14]
  12. ONE(心一つMIX)[3:59]
  13. THROW DOWN[4:09]
  14. DAY DREAM ARTISTA PT.2[2:47]
2. 「SP＆ST」（2009年3月18日 発売）[通常盤+初回限定盤]オリコン92位
  - CD

  1. ZERO3 plus Mr.Q[4:02]
作詞・作曲：SHERE・SORATO
  2. TOO LIVE[3:40]
作詞・作曲：SHERE・SORATO
  3. JUMP AROUND[3:44]
作詞・作曲：SHERE・SORATO
  4. A DREAM[3:56]
作詞・作曲：SHERE・SORATO
  5. HOME SWEET HOME plus AI,JAMOSA (ALBUM VER.)[4:54]
作詞・作曲：SHERE・SORATO
  6. 13ARBIE GIRL[4:24]
作詞・作曲：SHERE・SORATO
  7. 1868[4:31]
作詞・作曲：SHERE・SORATO
  8. VAGABOND plus Yuichiro Morishita[4:33]
作詞・作曲：SHERE・SORATO
  9. UNUSUAL[4:26]
作詞・作曲：SHERE・SORATO

  - DVD

  1. GICODE (Mix Video)
  2. HOME SWEET HOME (Music Video)

### シングル
1. 「G・I・C・O・D・E」（2003年9月10日発売）オリコン25位
  1. G・I・C・O・D・E[3:37]
作詞：SORA3000・SPHERE of INFLUENCE／作曲：SORA3000・SPHERE of INFLUENCE・DOC D
東映配給映画「偶然にも最悪な少年」主題歌
  2. ONE[4:03]
  3. G・I・C・O・D・E(instrumental)[3:37]
  4. ONE(instrumental)[4:04]
2. 「HOME SWEET HOME」with AI, JAMOSA（2009年2月25日発売）オリコン77位
  1. HOME SWEET HOME[4:55]
作詞・作曲：SHERE・SORATO
  2. JUST BELIEVE[3:05]
作詞・作曲：SHERE・SORATO
  3. HOME SWEET HOME (Instrumental)[4:54]
  4. JUST BELIEVE (Instrumental)[2:51]